# Banco Sabadell
Il Banco Sabadell (Banc Sabadell) è il quinto gruppo bancario a capitalizzazione privata in Spagna, fondato nel 1881 a Sabadell, nella provincia di Barcellona. Concentrandosi sull'attività bancaria commerciale, è penetrata in modo significativo nel mercato aziendale e individuale a medio e alto reddito. Dispone di una rete di 1.594 filiali, nelle quali lavorano circa 19.000 dipendenti.
È quotato dal 2001 alla Borsa di Madrid e fa parte dell'indice Ibex 35. La società ha uffici di rappresentanza nelle principali metropoli mondiali: Algeri, San Paolo, Pechino, Shanghai, L'Avana, Nuova Delhi, Teheran, Milano, Singapore, Istanbul, Beirut e Città del Messico.

## Storia
Il 31 dicembre 1881, un gruppo di 127 imprenditori e commercianti di Sabadell, nella provincia di Barcellona, fondò la banca con lo scopo di finanziare le industrie locali e fornire loro materie prime (lana e carbone) a condizioni più favorevoli. Nel 1907, il Banco Sabadell iniziò una nuova fase: cessò le sue attività non bancarie per concentrarsi sul lavoro delle banche commerciali. Nel 1953, per preservare l'indipendenza dell'organizzazione, gli azionisti stipularono un patto di sindacato azionario.
Nel 1965, il Banco Sabadell si diffuse lentamente nelle città vicine. Nel 1975 si espanse oltre la Catalogna, aprendo una filiale a Madrid. Nel 1978, il Banco Sabadell si allargò a livello internazionale, inizialmente nella City di Londra. La banca fu pioniera nell'informatica bancaria in Spagna. Nel 1968 automatizzò i processi contabili e amministrativi. Nel 1986 introdusse il remote banking: il telefono (FonoBanc) e il computer (InfoBanc) furono incorporati come nuovi canali di comunicazione e di fornitura di servizi. Nel 1998 lanciò BancSabadell Net, il primo servizio bancario su Internet in Spagna.
Nel 1988 nacque Sabadell MultiBanca, poi Sabadell Banca Privada, specializzata nella gestione patrimoniale e nel private banking;  nacque anche il gruppo Banco Sabadell.

### Espansione in Spagna e in Florida
Nel 1996, il Banco Sabadell avviò una nuova fase di espansione, aumentando le sue dimensioni e la sua capacità operativa. Quell'anno
acquisì NatWest Spain ribattezzandola Solbank. Quindi rilevò nel gennaio 2001 il Banco Herrero e si quotò alla Borsa di Madrid (nel 2004 fu incorporato nell'indice IBEX 35); nell'agosto 2004 prese il controllo del Banco Atlántico; due anni più tardi, nel luglio 2016, acquisì da un gruppo belga il Banco Urquijo.

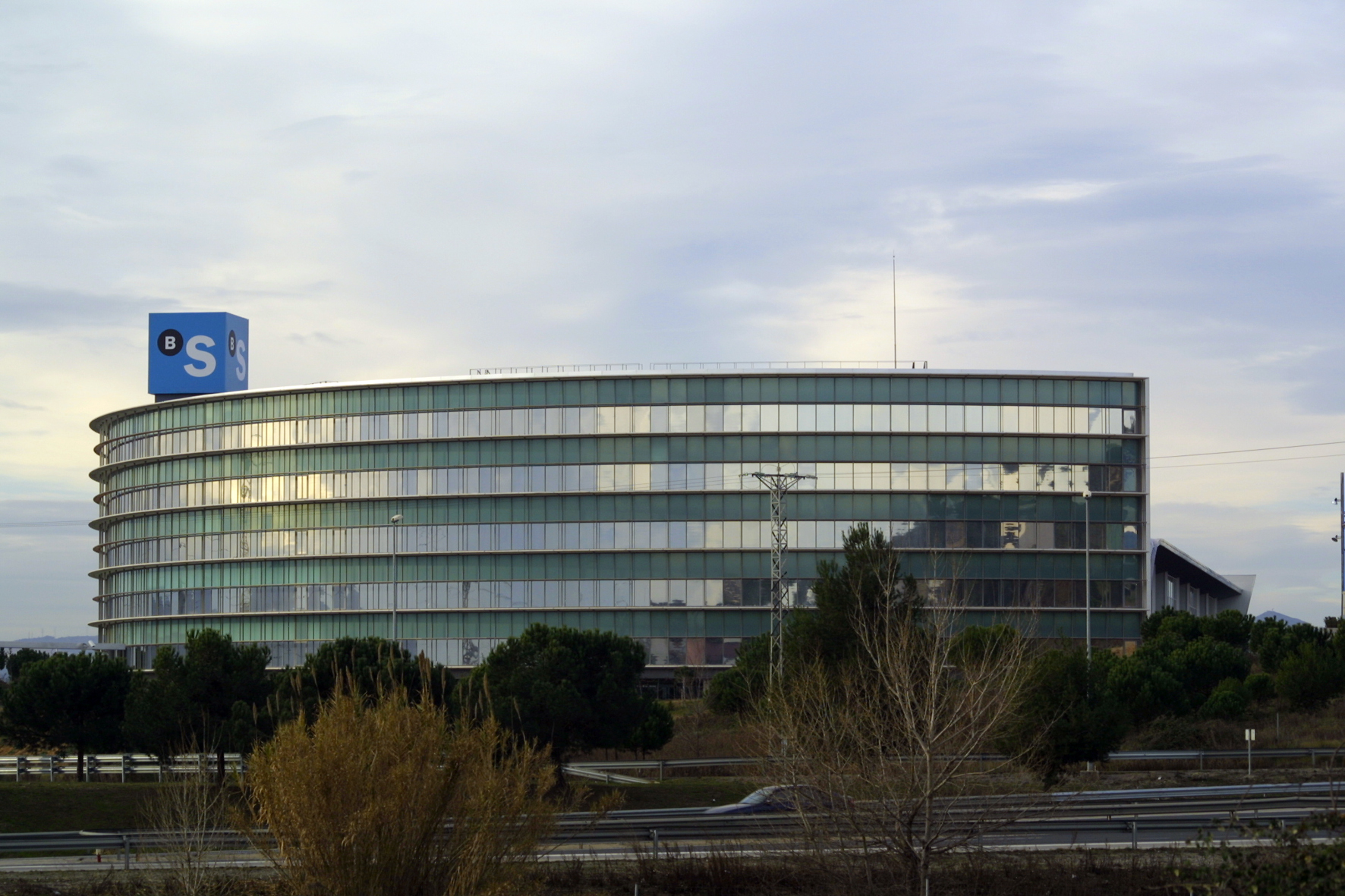
La sede a San Cugat del Vallés

Nel gennaio 2007 si espanse negli Stati Uniti rilevando TransAtlantic Bank a Miami, in Florida. Pochi mesi più tardi, in dicembre, sempre a Miami concordò l'acquisto dell'attività di private banking di BBVA. Nel luglio 2009 rilevò la Mellon United National Bank di Miami. Nel gennaio 2010, decise di fondere le tre entità controllate negli Stati Uniti: Banco Sabadell Miami, TransAtlantic Bank e Mellon United National Bank. Creò così il marchio Sabadell United che continuò ad espandersi in Florida: nell'agosto 2011 fu acquisita la Lydian Private Bank di Miami, nel dicembre 2013 fu la volta di JGB Bank of Miami.
Il 25 giugno 2010 presentò alla Commissione nazionale per il mercato dei valori mobiliari (CNMV) un'offerta pubblica di acquisto (Opa) per il 100% del capitale del Banco Guipuzcoano. L'acquisizione si concluse il 24 novembre 2010 e quasi due anni più tardi, il 21 maggio 2012, Banco Guipuzcoano si fuse per incorporazione con il Banco Urquijo.
Il 1º giugno 2012, rilevò per un euro dal Fondo di garanzia dei depositi (FGD) il 100% di Banco CAM, poi fuso per incorporazione dal Banco Sabadell. La stessa sorte avvenne nell'ottobre 2013 per Banco Gallego.
Il 29 aprile 2013 acquisì le attività di Lloyds Bank International in Spagna, cambiando il nome in Sabadell Solbank, S.A.U. Delle ventotto filiali di Lloyds, sette continuarono ad operare con il marchio Sabadell Solbank, il marchio della banca specializzato in clienti stranieri non residenti, e il resto venne integrato in altri marchi del Banco Sabadell. Un mese più tardi, nel maggio 2013, la banca acquisì anche l'attività di private banking di Lloyds TSB a Miami. Rilevò quindi le attività del Banco Mare Nostrum (BMN) in Catalogna e Aragona, gestite con il marchio "Caixa Penedès".

### In Messico e Regno Unito
Nel giugno 2014 iniziò a operare in Messico attraverso Sabadell Capital.  Nel marzo 2015 assunse il controllo di TSB Banking Group PLC, la sesta banca più grande del Regno Unito. Nell'agosto 2015 ottenne la licenza bancaria per operare in Messico come banca commerciale.

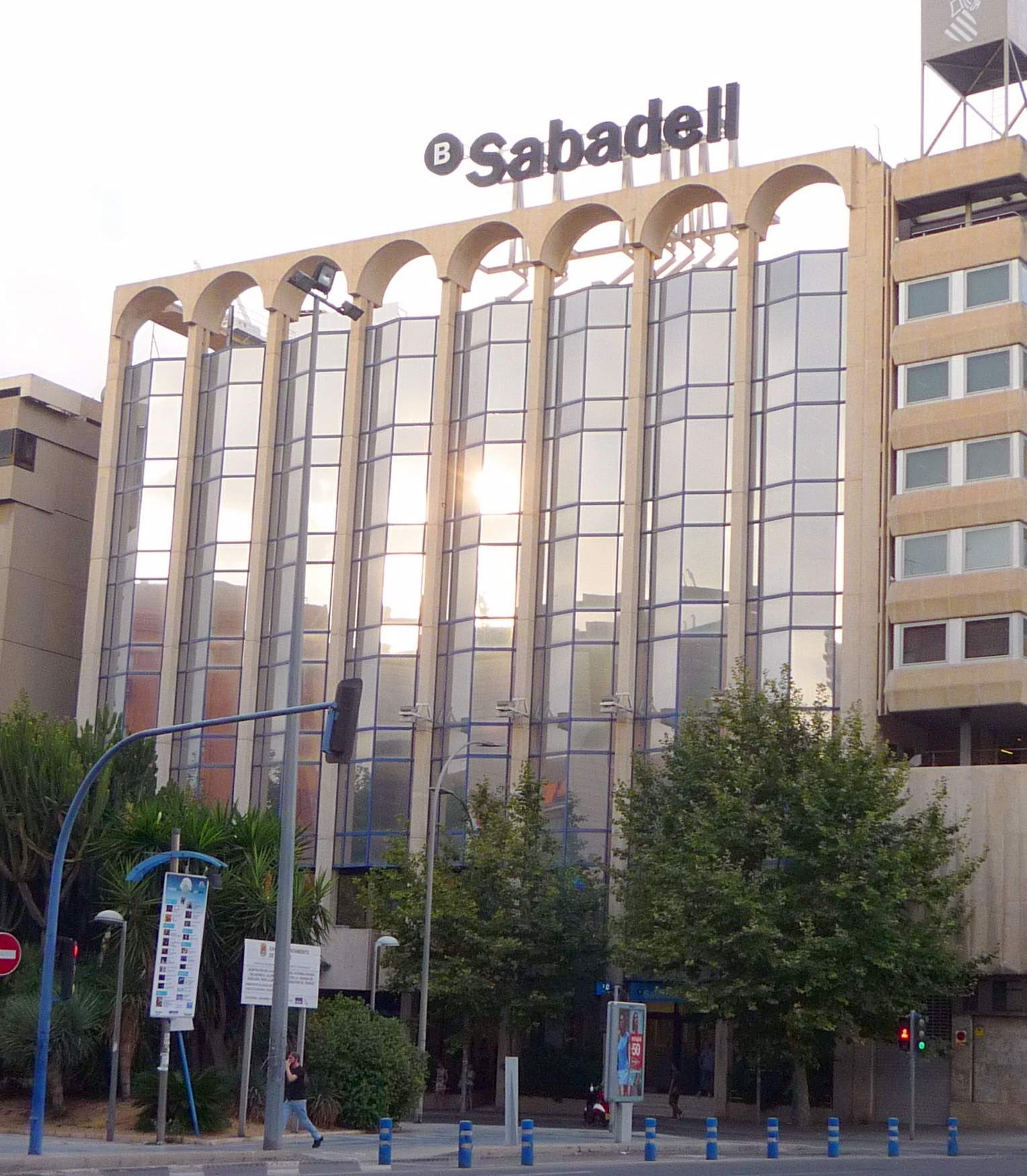
La nuova sede sociale del Banco Sabadell ad Alicante dall'ottobre 2017. In precedenza l'edificio aveva ospitato la sede dell'ormai scomparsa Caja de Ahorros del Mediterráneo (CAM), acquistata nel 2011 dal Banco Sabadell

Nel luglio 2015 il gruppo decise di unificare i suoi marchi territoriali sotto il nome di "Sabadell". Nel mese di agosto iniziarono a svilupparsi le modifiche alla segnaletica negli uffici con i marchi SabadellAtlántico e Sabadell CAMM. Anche SabadellHerrero, SabadellGuipuzcoano e SabadellGallego adottarono iin futuro l nuovo nome in futuro; rimasero invece SabadellUrquijo e SabadellSolbank.
Nel febbraio 2017 venne venduta la filiale bancaria commerciale (Sabadell United Bank) negli Stati Uniti.
Dopo aver da sempre avuto la sede principale a Sabadell, a causa della crisi in Catalogna seguita al referendum per l'indipendenza della regione, che portò a una dichiarazione d'indipendenza unilaterale da parte del governo catalano, la società decise di spostare la sede sociale ad Alicante, mantenendo la sede operativa a Barcellona.
Il 14 dicembre 2018 accettò di vendere l'80% della sua piattaforma immobiliare Solvia al gruppo svedese Intrum per 240 milioni di euro. Il 24 aprile 2019 fu perfezionata la vendita dell'80% di Solvia a Intrum Holding Spain per 241 milioni di euro.
Il 16 novembre 2020, BBVA confermò le trattative per una fusione con Banco Sabadell. Una decina di giorni più tardi, il 27 novembre, l'annuncio da entrambe le parti della rottura dei negoziati.
Nel dicembre 2020, Sabadell nominò César González-Bueno nuovo CEO per sostituire Guardiola. Nel 2020, la divisione Banco Sabadell Seguros raggiunse un accordo di vendita assicurativa con Sanitas con l'intervento di Iñaki Peralta, in seguito CEO di Sanitas.
Nell'aprile 2023, il Tribunale nazionale ha ratificato la multa di due milioni di euro al Banco Sabadell per grave infrazione dovuta a "carenze" nella vendita di alcuni dei suoi prodotti.